# Acer ashwilli
Acer ashwilli — вимерлий вид клена, описаний із групи викопних листків і самарів. Вид відомий лише з ранньоолігоценових відкладень (рюпельський ярус), відкритих у центральному Орегоні, США. Це один із кількох вимерлих видів, що належать до нині живої секції Ginnala.

## Опис
Листки Acer ashwilli прості за будовою, з ідеальною актинодромусовою структурою жилок і мають яйцеподібну або дуже широку яйцювату форму. Листки мають три первинні жилки, від семи до дев'яти вторинних жилок, і мають загальні розміри від 5 до 10.5 сантиметрів у довжину та від 4.0 до 8.0 сантиметрів у ширину. Самари A. ashwilli мають помірно роздутий горішок і плавно розходяться вени, які рідко анастомують. Загальна форма горішка еліптична із середньою довжиною самари до 3.4 сантиметрів і шириною крил 1.0 сантиметра. Парні самари цього виду мають кут прикріплення від 20° до 30°, а дистальна частина горішка і крила утворюють U-подібну неглибоку борозну.